# 바다딸기
바다딸기는 바다볏과의 동물이다. 높이는 2~8cm이고 지름은 약 1.5cm이다. 몸전체가 빨간색이며 각 폴립은 8개의 촉수가 있다. 수심 5m 이상의 깊은 해역에 서식한다. 